# Токай (подрегион)
Вижте пояснителната страница за други значения на Токай.
Токай (на японски: 東海地方, по английската Система на Хепбърн Tōkai) е субрегион на регион Чубу в Япония. Територията на Токай се намира до Тихия океан. Името на региона означава Източно море и идва от Токайдо, един от петте маршрута на Едо. Понеже Токай е субрегион и не е официално класифициран има някои спорове относно това, от къде започва и къде свършва региона. На повечето от японските карти в региона е означено, че влизат четири префектури: Шидзуока, Айчи, Гифу и Мие.
Най-големият град е Нагоя и метрополиса около него, като заедно съставляват голяма част от региона и третата по сила икономика в Япония.
В Токай е съсредоточена тежката промишленост и това е един от най-индустриализираните региони в Япония.

## Големи компании
- Ямаха
- Тойота
- Кавай